# Córnea

Diagrama esquemático do olho humano.

Córnea é a parte anterior transparente e protetora do olho dos vertebrados. Fica localizada na região polar anterior do globo ocular. A córnea e o cristalino têm a função de focar a luz através da pupila para a retina, como se fosse uma lente fixa. São as lágrimas (secreção lacrimal) que mantêm a córnea húmida e saudável.

## Anatomia Macroscópica

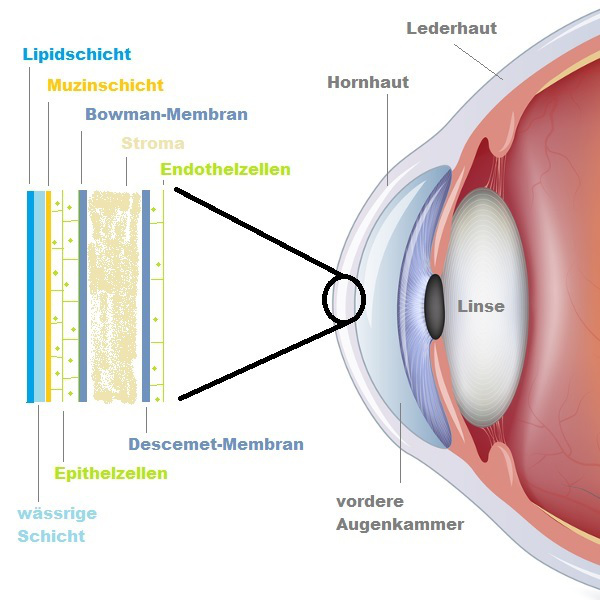
Diagrama esquemático da córnea humana, destacando suas camadas anatômicas principais: epitélio, membrana de Bowman, estroma, membrana de Descemet e endotélio.

Sua superfície anterior é elíptica, medindo aproximadamente 12,6 mm no meridiano horizontal e, 11,7 mm no vertical. Com uma espessura média de 0,52 mm na região central e de 0,65 mm ou mais, na região periférica.
Ela não apresenta em sua superfície anterior uma curvatura uniforme. Sendo assim, tem sua curvatura mais acentuada na região central e mais plana na região periférica. Seu raio de curvatura médio está em torno de 7,8 mm na superfície anterior da região central, e de 6,6 mm na superfície posterior.
A córnea possui um poder refracional de 42,00 Dioptrias.
Sua estrutura não é vascularizada e sua inervação é desprovida de bainha de mielina, o que garante a sua total transparência.

## Anatomia microscópica
A Córnea é constituída de seis camadas:
- Epitélio corneano
- Membrana de Bowman
- Estroma
- Camada de Dua
- Membrana de Descemet
- Endotélio

### Epitélio

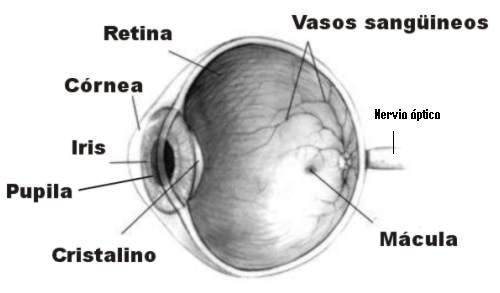
Representação esquemática da córnea.

O epitélio é a camada da córnea superficial e compõe-se de quatro a seis outras camadas de células do tipo epitélio escamoso estratificado e não é queratinizado. Sua espessura é de 10% aproximadamente e é provida de alta capacidade de regeneração.
São colunares as células em suas camadas mais profundas, com atividade mitogênica.
Enquanto as células mais superficiais (tidas como mais antigas) começam a descamar, outras células novas vão naturalmente tomando a forma estratificada descrita anteriormente.
Para que ocorra a renovação da célula na superfície são necessários sete dias - período necessário para a ocorrência da mitose.
O epitélio apresenta-se com uma superfície lisa e brilhante, o que lhe assegura o seu poder de refração. Seu funcionamento é uma espécie de bloqueio contra perda de líquidos e, consequentemente, evita a penetração de microrganismos.
As células basais em suas bordas apresentam extensões digitais, são unidas entre si pela "zonula adherens" e "gap junctions". As células basais são planas em sua face posterior e está aderem-se à lâmina basal através de hemidesmossomas.

### Membrana de Bowman
Esta membrana é formada de células do epitélio basal, da lâmina basal, e de fibras do Estroma anterior, a sua espessura é de 8mm a 12mm e sua formação é por fibras de colágeno e proteoglicanas, ela não tem o poder de se regenerar uma vez lesada. Seu diâmetro é de aproximadamente dois terços das fibras de colágeno do Estroma. Sua função baseia-se em manter a integridade e a organização epitelial e manter o Epitélio separado do Estroma.

### Membrana de Descemet
Sabe-se que a sua formação acontece aos quatro meses de gestação e sua camada anterior se completa próximo ao nascimento.
A Membrana de Descemet é facilmente regenerada, devido a sua formação a partir do Endotélio, ela reveste toda a superfície do Estroma que é composta por uma camada anterior perto ao Estroma e uma camada posterior perto ao Endotélio.
Esta mesma membrana tem uma espessura que se apresenta ao longo da vida, portanto não tendo significado relevante e permanece em torno de 3 mm em sua camada anterior, e de 2mm para 10mm na camada posterior que neste caso pode variar com o passar dos anos.

### Endotélio
Medindo aproximadamente 4mm a 6mm em sua altura e 20mm em seu comprimento, as células são hexagonais e se dispõem de maneira extraordinária, pela disposição e pelo padrão dessas células é chamado de mosaico endotelial por sua semelhança.
Quando ocorre perda de células endoteliais, aquelas células que sobraram deslocam-se na direção da área lesionada para preencher aquele espaço, aumentando seu tamanho (polimegatismo) e também alterando sua forma (pleomorfismo). Todo esse mecanismo é responsável pelo reparo do endotélio, leva-se em conta o fato de que a mitose nas células endoteliais adultas é lenta e escassa.
Observa-se em cultura com soro fetal em humanos a evidência de mitose celular endotelial.
Para se manter o estado de transparência e deturgescência da córnea torna-se necessária e essencial a integridade funcional do endotélio corneano. É imprescindível enfatizar que o endotélio é de suma importância para manter a transparência e organização das camadas da córnea, com isso evita-se um edema corneano.
Com a exata transferência de sódio e potássio o endotélio leva a água a uma velocidade de 6,5ml/cm/hora. Sabe-se que o oxigênio é proveniente do humor aquoso e que o suprimento de glicose provém também do humor aquoso e com isso esse mecanismo de transferência é facilitado.
Com o nascimento o volume endotelial varia de 3500 a 4000 células por milímetro quadrado. No indivíduo adulto esse volume varia de 1400 a 2500 células por milímetro quadrado. Sendo assim o mínimo que se espera para que o endotélio possa manter a sua função é na ordem de 400 a 700 células por milímetro quadrado. Sem esse mínimo é impossível manter sua função e a partir disso começa a ocorrer edema e, consequentemente, perda da visão.

## Transplantes
Se a córnea for afectada por alguma doença que provoque, por exemplo, a sua opacidade, é possível realizar um transplante de córnea a partir de tecidos pertencentes à córnea de doadores mortos. Como ela é desprovida de vasos sanguíneos, a ocorrência de rejeição é pequena.

## Pesquisa
Pesquisadores na Inglaterra conseguiram replicar córneas humanas usando uma impressora 3D e uma "bio-tinta" feita de células-tronco de uma córnea doada, alginato (uma substância encontrada em algas) e a proteína colágeno.